# Jefferson (rijeka)
Jefferson (engleski: Jefferson River) je rijeka u Sjedinjenim Američkim Državama duga 362 km, koja zajedno s Rijekom Madison formira Rijeku Missouri kod mjesta Three Forks.

## Zemljopisne karakteristike
Jefferson je najzapadnija pritoka Missourija koja izvire na obroncima Gravelly pored Nacionalnog parka Yellowstonea i američke vododjelnice u Stjenovitim planinama u Montani. Tu se rijeka zove Red Rock odakle teče dobrih 110 km prema zapadu, do mjesta Dillona. 
Odatle se rijeka zove Beaverhead i teče prema istoku nekih 110 km gdje kod mjesta Twin Bridges, prima pritoke Big Hole i Ruby, tek odatle se zove Jefferson po imenu predsjednika Sjedinjenih Američkih Država Thomasa Jeffersona. Odatle teče meandrirajući oko 134 km prema sjeveru do mjesta Three Forks gdje se spaja s rijekom Madisonom i formira rijeku Missouri.
Missouri svega 1 km nizvodno prima i svoju veliku pritoku rijeku Gallatin.
Rijeka Jefferson ima porječje veliko oko 24 688 km².

## Vanjske poveznice
- Jefferson River na portalu Encyclopædia Britannica